# Solenodonsaurus
Solenodonsaurus ('pijphagedis') is een geslacht van uitgestorven reptiliomorfen dat leefde in wat nu Tsjechië is, tijdens het Westfalien. Het holotype is MB.Am.989.1.

## Beschrijving
Solenondosaurus had een snuitopening van vijfenveertig centimeter met een schedellengte van veertien centimeter. Solenodonsaurus toont een merkwaardig mengsel van kenmerken waardoor het moeilijk is om deze fylogenetisch te plaatsen. De tanden missen labyrinthodonte vouwen van het glazuur en de schedel heeft een veel kleinere otische inkeping dan te zien bij andere reptiliomorfen. Maar de algemene bouw verbindt het met de Diadectomorpha.

## Paleobiologie
Solenodonsaurus was waarschijnlijk het best aangepast aan het leven op het land, in tegenstelling tot het leven in een wateromgeving zoals vele andere vroege viervoeters. De ledematen en het bekken zijn onvolledig in alle bekende exemplaren van Solenodonsaurus, waardoor het moeilijk is om af te leiden hoe het dier zich heeft verplaatst. Een kenmerk dat een aardse levensstijl suggereert, is de negentig graden rotatie van de uiteinden van het opperarmbeen, die de voorpoot naar voren oriënteert in plaats van naar de zijkant. Verschillende vermoedelijk terrestrische groepen van paleozoïsche tetrapoda, waaronder amfibische temnospondyli, microsauria en de eerste amniota, hebben een vergelijkbare mate van rotatie in hun opperarmbeenderen. De korte, driehoekige vorm van de schedel van Solenodonsaurus onderscheidt hem van de meeste aquatische vormen, die lange en smalle of brede en parabolische koppen hebben.
Men geloofde ooit dat Solenodonsaurus een gehoorsysteem had dat impedantie van de geluidsimpulsen toonde, zoals bij moderne tetrapoden, met een trommelvliesachtig membraan, dat een inkeping in het squamosale bot aan de achterkant van de schedel bedekte. Bewijs voor een trommelvlies wordt gezien in een richel die langs de squamosale inkeping loopt, die een bevestigingspunt voor het membraan kan zijn geweest. Omdat de otische inkeping echter erg klein is, wordt de aanwezigheid van een trommelvlies nu als onwaarschijnlijk beschouwd.

## Fylogenie
Solenodonsaurus wordt traditioneel geclassificeerd als een naaste verwant van de Amniota (gewervelde dieren die eieren op het land leggen). Uit een fylogenetische analyse van Solenodonsaurus en andere vroege viervoeters (vierledige gewervelde dieren) uit 2012 bleek echter dat het nauwer verwant was aan de Lepospondyli.